# Przełom rzeki

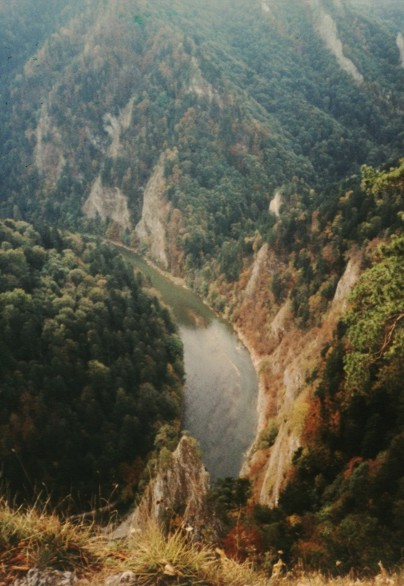
Przełom Dunajca

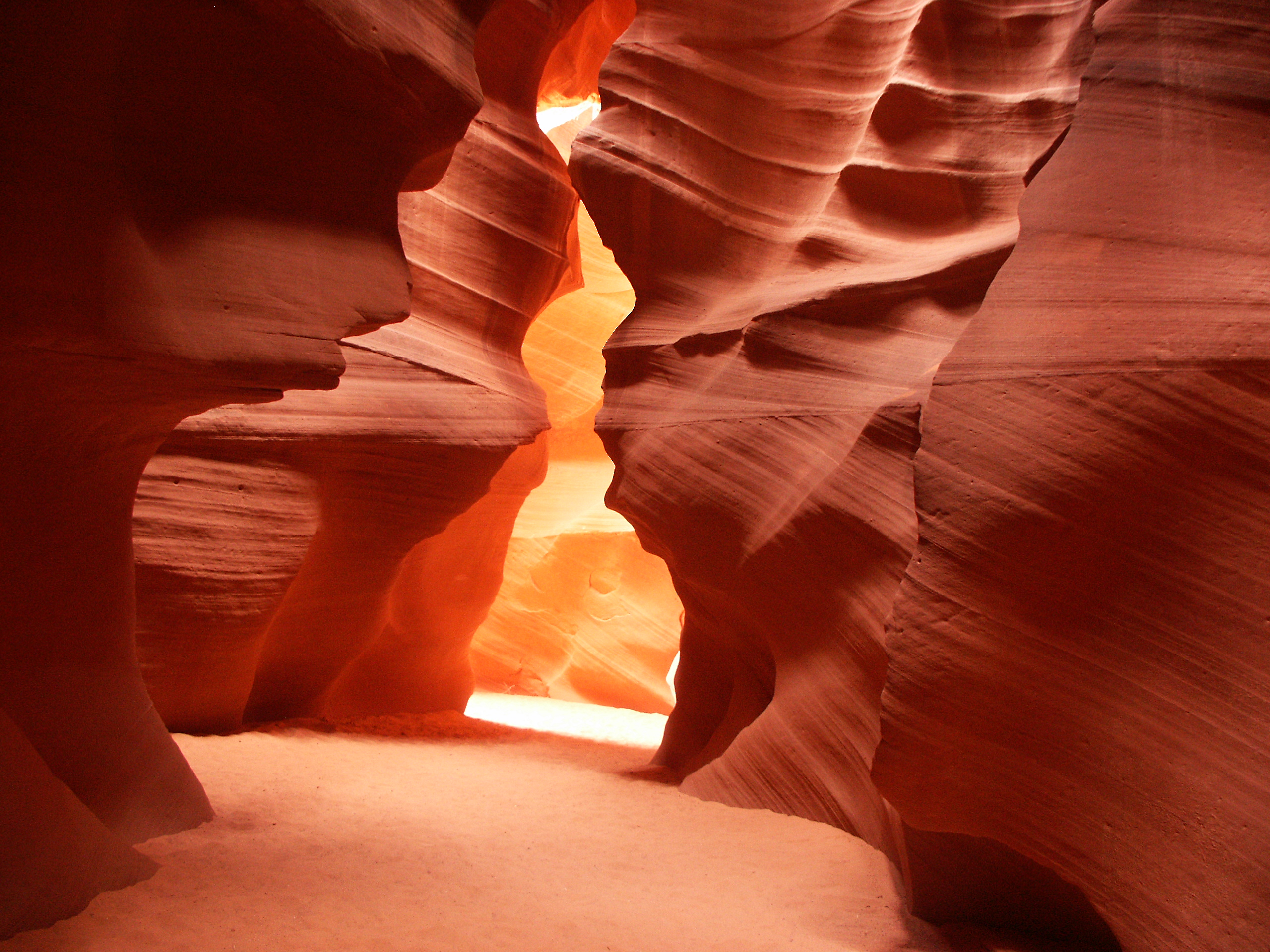
Kanion Antylopy na terenie Navajo Tribal Park w Arizonie w USA

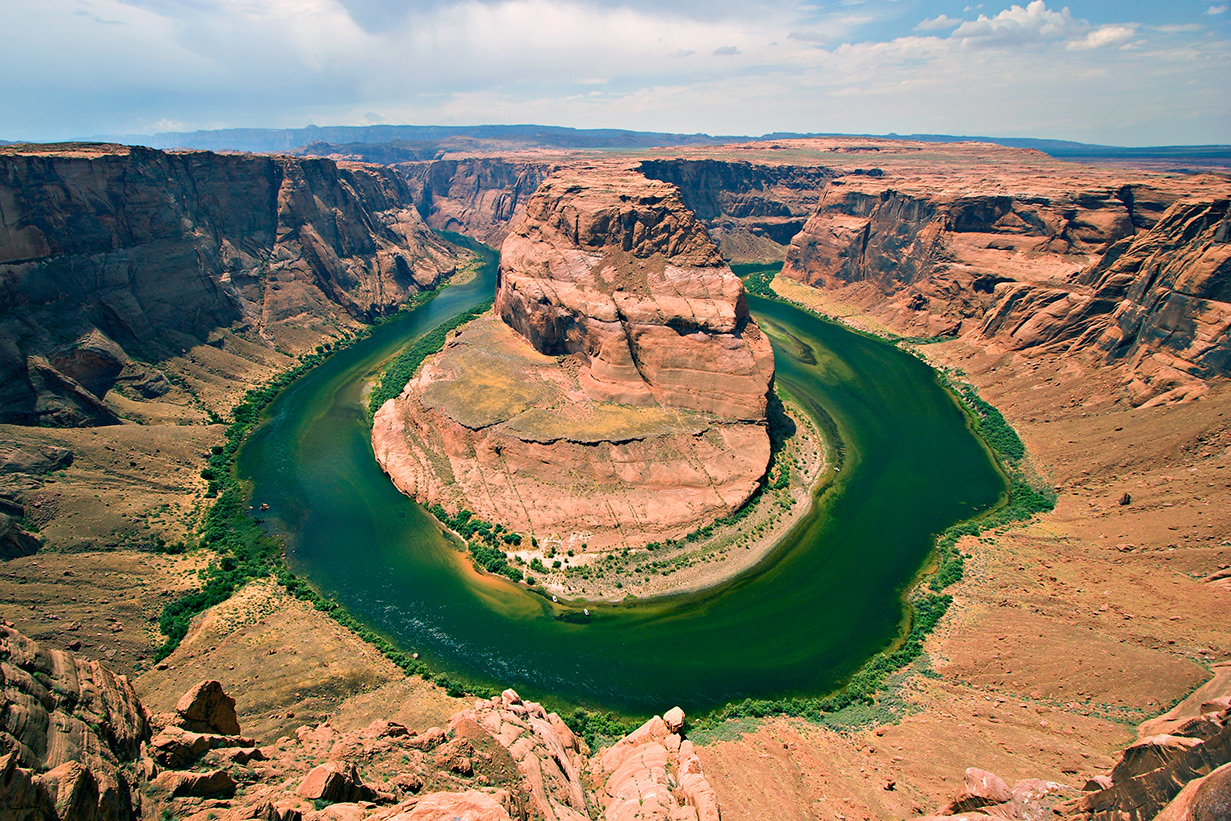
Horseshoe Bend, Arizona

Przełom (kanion) – odcinek doliny rzecznej o wąskim dnie i stromych zboczach, w którym ciek wodny (rzeka) pokonuje przeszkodę obecną na jego drodze (np. pasmo górskie lub inną wypukłość terenu).
Rodzaje przełomów:
- antecedentny (przetrwały) – powstaje, gdy na drodze rzeki zaczyna tworzyć się wypiętrzenie tektoniczne, a ruch wznoszący jest na tyle wolny, że erozja wgłębna wód nadąża z wcinaniem koryta rzeki w podłoże. Często przełomy te mają kręty, meandrowy przebieg, pokrywający się z biegiem rzeki przed rozpoczęciem procesu podnoszenia się terenu (np. Pieniński Przełom Dunajca w Pieninach, przełom Wagu przez Małą Fatrę, przełom Hornadu w Słowackim Raju, przełom rzeki Kolorado, przełom Popradu przez Beskid Sądecki);
- odziedziczony – powstaje, gdy rzeka wykorzystuje dolinę lodowcową płynąc jednak w kierunku przeciwnym niż płynęła rzeka lodowcowa (np. Poznański Przełom Warty);
- strukturalny – ściśle związany z budową geologiczną obszaru; powstaje, gdy rzeka natrafia na osady o większej odporności, co powoduje wyraźne przewężenie doliny;
- przelewowy – powstaje przez rozcięcie zapory, spiętrzającej wodę rzeki lub potoku. Zaporę tę stanowić mogą wały morenowe, jęzory osuwiskowe, strumienie lawy lub jęzory spływów moren ablacyjnych bądź rygle skalne (np. rygiel Zmarzłego Stawu nad Czarnym Stawem Gąsienicowym);
- regresyjny – powstaje w wyniku erozji wstecznej źródeł rzeki (zobacz kaptaż), co doprowadza do przecięcia działu wodnego i połączenia się dwóch rzek (np. przełom Lubrzanki w Górach Świętokrzyskich);
- epigenetyczny – powstaje, gdy rzeka rozwija się na powierzchni zbudowanej ze skał osadowych pokrywających ukrytą pod nimi starą rzeźbę. Rzeka wzdłuż swojego grzbietu wypreparowuje stare, bardziej odporne grzbiety. Przecinając je tworzy przełomy (np. przełom Dunaju przez Masyw Czeski, przełom Bobru poniżej Jeleniej Góry, przełom Soły przez Beskid Mały);
- pozorny – powstaje poprzez odpreparowanie rowu zapadliskowego na obszarze o rzeźbie zrębowej (np. przełom Renu, przełom Wisły koło Tyńca).

Jeden z najbardziej znanych przełomów rzecznych na świecie to Wielki Kanion Kolorado, a w Europie – przełom Verdon (fr. gorges du Verdon) w Prowansji.

## Przełomy rzeczne w Polsce
W Polsce przełomami rzecznymi są między innymi:
- Dolina Prądnika,
- Pieniński Przełom Dunajca przez Pieniny,
- przełom Popradu w Beskidzie Sądeckim,
- Przełom Sanu w Trepczy, tzw. brama węgierska,
- Przełom Warty koło Mstowa,
- Poznański Przełom Warty przez morenę czołową stadiału poznańskiego,
- Przełom Nysy Kłodzkiej przez Góry Bardzkie,
- Lubuski Przełom Odry,
- Podlaski Przełom Bugu,
- Małopolski Przełom Wisły przez pas Wyżyn Polskich,
- Fordoński Przełom Wisły przez pas moren południowopomorskich.